# Sophia Metz
Pour les articles homonymes, voir Metz (homonymie).
Sophia Metz est une cheffe d'entreprise française, cofondatrice et dirigeante de la société Meltdown, première chaîne de bars dédiée à l'esport en Europe.
Elle est aussi la cofondatrice et dirigeante du bar Alabama situé rue Albert Thomas, à proximité de la Place de la République à Paris pour lequel est s'est associée avec Mikkey Dee, ancien batteur du groupe de heavy metal britannique Motörhead.

## Biographie

### Jeunesse et formation
Sophia Metz joue aux jeux vidéo depuis qu'elle est enfant, débutant avec  son frère à jouer des RPG, et des jeux de combats. Elle joue ensuite à Starcraft et World of Warcraft.
Elle obtient, en 2007, un Bachelor en publicité et communication digitale de la Sup de Pub du Groupe INSEEC U. Après l'obtention de son diplôme, elle travaille comme chargée de production web pour diverses compagnies.

### Carrière
Sophia Metz commence à entreprendre à l'âge de 19 ans, et a créé plusieurs sociétés avant de fonder Meltdown. Elle a également travaillé comme photographe de musique.

#### Meltdown
Après avoir travaillé comme journaliste esport puis comme joueuse semi-professionnelle de Starcraft II, Sophia Metz ouvre le premier bar dédié à l'esport à Paris en 2012,,,,L'idée est de permettre aux gamers de se retrouver pour prendre un verre en regardant un match ou en discutant de jeux vidéo. L'année suivante, elle ouvre deux autres bars à Berlin puis Londres. Par la suite, Meltdown se développe en franchise et devient la première chaîne de bars esport au monde.

#### Alabama Bar
En 2019, Sophia Metz rachète les locaux de l'ancien bar Meltdown de Paris pour y ouvrir Alabama, un bar rock, en association avec Mikkey Dee. Il sera présent à la soirée d'inauguration en compagnie de Nicko Mc Brain, batteur du groupe de heavy metal Iron Maiden.

### Mangas
Elle est approchée par Hachette pour écrire un manga dédié à l'esport : Epic Lanes, dont le premier tome paraît le 4 juillet 2018.

## Prix et distinctions
- 2018 : Prix BFM Business ETI de Demain[12]
- 2019 : Prix du Franchiseur le plus audacieux[13]

## Publications
- Epic Lanes, coécrit avec Luc Metz et dessiné par Albert Carreres, Éditions Robinson (groupe Hachette), 2018